# ۲۳۸ (میلادی)
۲۳۸ (میلادی) دویست و سی و هشتمین سال تقویم میلادی است.

## درگذشتگان
- ۱۲ آوریل - گوردیان دوم، امپراتور روم (به طور مشترک با گوردیان یکم)
- ۱۲ آوریل - گوردیان یکم، امپراتور روم (به طور مشترک با گوردیان دوم)
- ۲۹ ژوئیه - پوپینوس، امپراتور روم (به طور مشترک با بالبینوس)
- ۲۹ ژوئیه - بالبینوس، امپراتور روم (به طور مشترک با پوپینوس)
- ماکسیمینوس تراکس، امپراتور روم

‎